# ریزوئیه
ریزوئیه (روستای ریزوئیه)
ریزوئیه یکی از روستاهای استان کرمان، واقع در شهرستان زرند و بخش یزدان‌آباد است. این روستا در دهستان شعبجره قرار دارد و در سرشماری سال ۱۳۹۵ جمعیتی در حدود ۴۸ نفر در ۱۴ خانوار داشته است. ریزوئیه با طبیعت خاص کویری-کوهستانی، خانه‌هایی با ترکیب معماری سنتی و جدید، و زمین‌های سبز حاصل‌خیز، از روستاهای کوچک اما شاخص منطقه محسوب می‌شود.

---
موقعیت جغرافیایی
روستای ریزوئیه در ناحیه‌ای دشت‌گونه و باز واقع شده که از هر دو طرف توسط رشته‌کوه‌هایی نیمه‌مرتفع محصور شده است. فضای اطراف روستا تا شعاع حدود ۱۰ کیلومتر، پوشیده از بیابان‌های هموار و زمین‌های باز است که در برخی بخش‌ها به صحراهای سبز و قابل‌کشت تبدیل شده‌اند. این منطقه آب‌وهوایی نیمه‌خشک دارد، با تابستان‌های گرم و زمستان‌های نسبتاً سرد.

---
بافت روستا و معماری
بافت مسکونی روستا ترکیبی از خانه‌های سنتی خشتی و ویلاهای مدرن با سقف شیروانی است. بسیاری از خانه‌ها دارای باغ‌های بزرگ و سرسبز هستند که اطراف آن‌ها را درختان متنوع و زمین‌های زراعی محصور کرده‌اند. وجود فضای سبز قابل توجه در دل اقلیم خشک منطقه، یکی از ویژگی‌های شاخص ریزوئیه به شمار می‌رود.

---
امکانات و اماکن عمومی
در مرکز روستا، مسجدی محلی قرار دارد که نقش مذهبی و اجتماعی مهمی برای ساکنان ایفا می‌کند. با وجود جمعیت کم، روستا دارای مسیر دسترسی نسبتاً مناسب است که از طریق جاده‌های خاکی یا آسفالت روستایی به یزدان‌آباد و دیگر نقاط زرند متصل می‌شود.

---
اقتصاد و معیشت
شغل اصلی مردم روستا معمولاً شامل کشاورزی، دامداری و کارهای فصلی است. زمین‌های حاصل‌خیز و دسترسی به منابع محدود آب باعث شده روستا ظرفیت مناسبی برای توسعه کشاورزی سنتی و باغداری داشته باشد.

## جمعیت
این روستا در دهستان شعبجره قرار دارد و براساس سرشماری مرکز آمار ایران در سال ۱۳۹۵، جمعیت آن ۴۸ نفر (۱۴ خانوار) بوده‌است.